# Mercy Health Arena

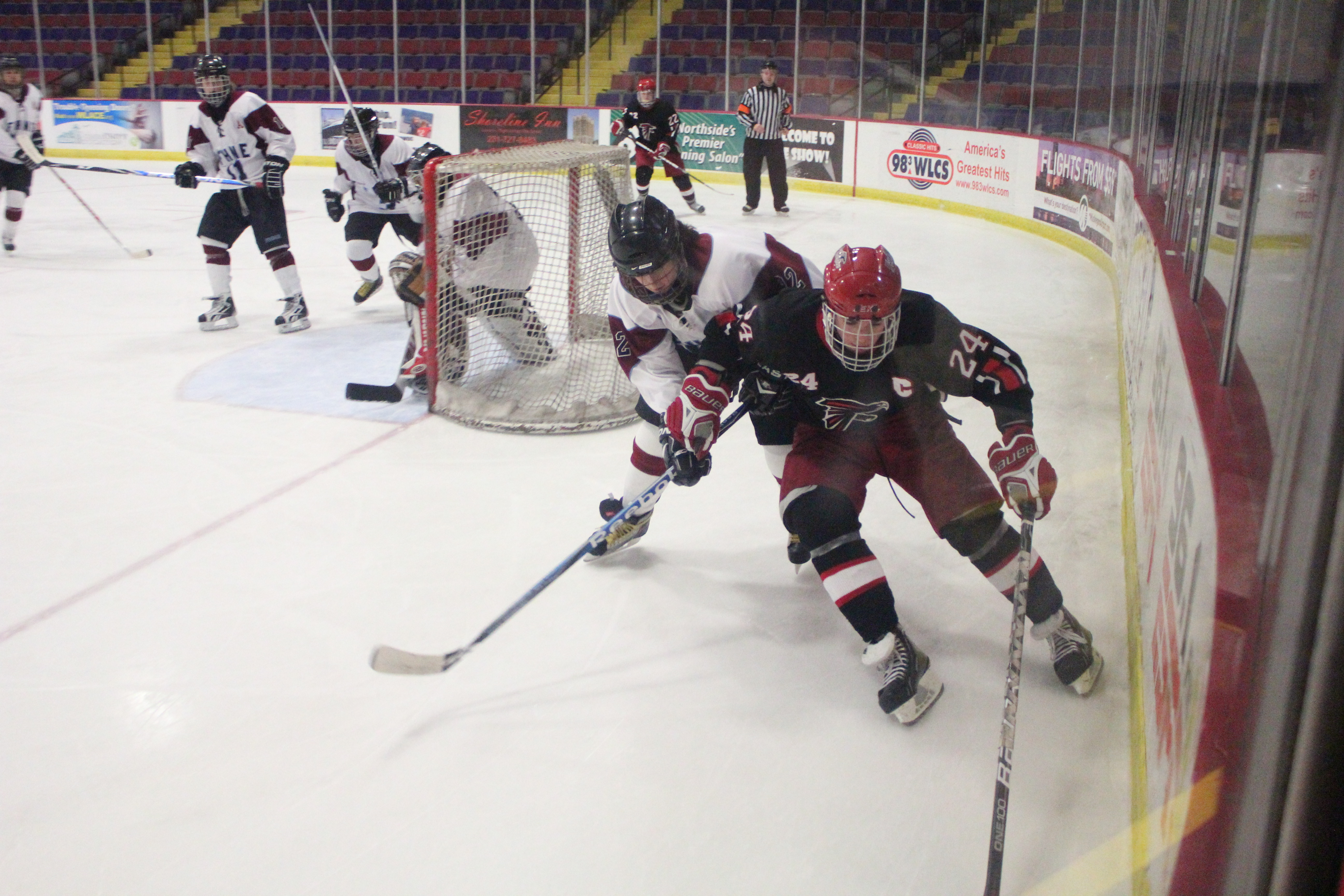
Jimmy Davis försvarar pucken mot en FNHE-försvarare

Mercy Health Arena, tidigare L.C. Walker Arena, är en inomhusarena i den amerikanska staden Muskegon i delstaten Michigan. Den har en publikkapacitet på mellan 5 000 och 6 316 åskådare beroende på typ av arrangemang. Inomhusarenan började byggas 1958 och öppnades den 27 oktober 1960. Arenan var namngiven efter den lokala affärsmannen Louis Carlisle "L.C." Walker efter att han donerade 75 % av de två miljoner dollar som det kostade att uppföra arenan. Den har stått till förfogande för många idrottslag genom åren, som till exempel ishockeylagen Zephyrs, Mohawks, Lumberjacks I, Lumberjacks II och slutligen Lumberjacks III som använder den när de spelar sina hemmamatcher i United States Hockey League (USHL).